# Glossaire de la composition échiquéenne
Le glossaire de la composition échiquéenne rassemble des termes utilisés dans les problèmes d'échecs.
Ce vocabulaire est abondant et souvent très technique, donc relativement ésotérique et à l'origine de certains malentendus. Il est pourtant important pour apprécier un problème aussi bien sur les plans technique qu'esthétique.
Les thèmes sont un concept essentiel de la composition échiquéenne, cependant ils sont souvent difficiles à décrire simplement. Le glossaire ne fait que les lister et renvoie vers leur article dédié.
Pour un article plus général, voir Lexique du jeu d'échecs.
- Haut – A
- B
- C
- D
- E
- F
- G
- H
- I
- J
- K
- L
- M
- N
- O
- P
- Q
- R
- S
- T
- U
- V
- W
- X
- Y
- Z

## A
- Albino : Thème classique : Selon les défenses noires, le mat est administré par les quatre mouvements possibles d'un pion situé sur sa case d'origine.
- Allumwandlung (souvent abrégé en AUW) : La solution du problème comporte les quatre promotions (dame, tour, fou et cavalier) d'un pion donné.
- Aristocratique : qualifie un problème sans aucun pion[E 1].

## B
|   | a | b | c | d | e | f | g | h |   |
| 8 | Roi blanc sur case blanche h5 · Tour blanche sur case noire c3 · Pion blanc sur case noire g3 · Tour blanche sur case noire d2 · Pion blanc sur case blanche g2 · Roi noir sur case noire h2 · Dame blanche sur case noire c1 | Roi blanc sur case blanche h5 · Tour blanche sur case noire c3 · Pion blanc sur case noire g3 · Tour blanche sur case noire d2 · Pion blanc sur case blanche g2 · Roi noir sur case noire h2 · Dame blanche sur case noire c1 | Roi blanc sur case blanche h5 · Tour blanche sur case noire c3 · Pion blanc sur case noire g3 · Tour blanche sur case noire d2 · Pion blanc sur case blanche g2 · Roi noir sur case noire h2 · Dame blanche sur case noire c1 | Roi blanc sur case blanche h5 · Tour blanche sur case noire c3 · Pion blanc sur case noire g3 · Tour blanche sur case noire d2 · Pion blanc sur case blanche g2 · Roi noir sur case noire h2 · Dame blanche sur case noire c1 | Roi blanc sur case blanche h5 · Tour blanche sur case noire c3 · Pion blanc sur case noire g3 · Tour blanche sur case noire d2 · Pion blanc sur case blanche g2 · Roi noir sur case noire h2 · Dame blanche sur case noire c1 | Roi blanc sur case blanche h5 · Tour blanche sur case noire c3 · Pion blanc sur case noire g3 · Tour blanche sur case noire d2 · Pion blanc sur case blanche g2 · Roi noir sur case noire h2 · Dame blanche sur case noire c1 | Roi blanc sur case blanche h5 · Tour blanche sur case noire c3 · Pion blanc sur case noire g3 · Tour blanche sur case noire d2 · Pion blanc sur case blanche g2 · Roi noir sur case noire h2 · Dame blanche sur case noire c1 | Roi blanc sur case blanche h5 · Tour blanche sur case noire c3 · Pion blanc sur case noire g3 · Tour blanche sur case noire d2 · Pion blanc sur case blanche g2 · Roi noir sur case noire h2 · Dame blanche sur case noire c1 | 8 |
| 7 | Roi blanc sur case blanche h5 · Tour blanche sur case noire c3 · Pion blanc sur case noire g3 · Tour blanche sur case noire d2 · Pion blanc sur case blanche g2 · Roi noir sur case noire h2 · Dame blanche sur case noire c1 | Roi blanc sur case blanche h5 · Tour blanche sur case noire c3 · Pion blanc sur case noire g3 · Tour blanche sur case noire d2 · Pion blanc sur case blanche g2 · Roi noir sur case noire h2 · Dame blanche sur case noire c1 | Roi blanc sur case blanche h5 · Tour blanche sur case noire c3 · Pion blanc sur case noire g3 · Tour blanche sur case noire d2 · Pion blanc sur case blanche g2 · Roi noir sur case noire h2 · Dame blanche sur case noire c1 | Roi blanc sur case blanche h5 · Tour blanche sur case noire c3 · Pion blanc sur case noire g3 · Tour blanche sur case noire d2 · Pion blanc sur case blanche g2 · Roi noir sur case noire h2 · Dame blanche sur case noire c1 | Roi blanc sur case blanche h5 · Tour blanche sur case noire c3 · Pion blanc sur case noire g3 · Tour blanche sur case noire d2 · Pion blanc sur case blanche g2 · Roi noir sur case noire h2 · Dame blanche sur case noire c1 | Roi blanc sur case blanche h5 · Tour blanche sur case noire c3 · Pion blanc sur case noire g3 · Tour blanche sur case noire d2 · Pion blanc sur case blanche g2 · Roi noir sur case noire h2 · Dame blanche sur case noire c1 | Roi blanc sur case blanche h5 · Tour blanche sur case noire c3 · Pion blanc sur case noire g3 · Tour blanche sur case noire d2 · Pion blanc sur case blanche g2 · Roi noir sur case noire h2 · Dame blanche sur case noire c1 | Roi blanc sur case blanche h5 · Tour blanche sur case noire c3 · Pion blanc sur case noire g3 · Tour blanche sur case noire d2 · Pion blanc sur case blanche g2 · Roi noir sur case noire h2 · Dame blanche sur case noire c1 | 7 |
| 6 | Roi blanc sur case blanche h5 · Tour blanche sur case noire c3 · Pion blanc sur case noire g3 · Tour blanche sur case noire d2 · Pion blanc sur case blanche g2 · Roi noir sur case noire h2 · Dame blanche sur case noire c1 | Roi blanc sur case blanche h5 · Tour blanche sur case noire c3 · Pion blanc sur case noire g3 · Tour blanche sur case noire d2 · Pion blanc sur case blanche g2 · Roi noir sur case noire h2 · Dame blanche sur case noire c1 | Roi blanc sur case blanche h5 · Tour blanche sur case noire c3 · Pion blanc sur case noire g3 · Tour blanche sur case noire d2 · Pion blanc sur case blanche g2 · Roi noir sur case noire h2 · Dame blanche sur case noire c1 | Roi blanc sur case blanche h5 · Tour blanche sur case noire c3 · Pion blanc sur case noire g3 · Tour blanche sur case noire d2 · Pion blanc sur case blanche g2 · Roi noir sur case noire h2 · Dame blanche sur case noire c1 | Roi blanc sur case blanche h5 · Tour blanche sur case noire c3 · Pion blanc sur case noire g3 · Tour blanche sur case noire d2 · Pion blanc sur case blanche g2 · Roi noir sur case noire h2 · Dame blanche sur case noire c1 | Roi blanc sur case blanche h5 · Tour blanche sur case noire c3 · Pion blanc sur case noire g3 · Tour blanche sur case noire d2 · Pion blanc sur case blanche g2 · Roi noir sur case noire h2 · Dame blanche sur case noire c1 | Roi blanc sur case blanche h5 · Tour blanche sur case noire c3 · Pion blanc sur case noire g3 · Tour blanche sur case noire d2 · Pion blanc sur case blanche g2 · Roi noir sur case noire h2 · Dame blanche sur case noire c1 | Roi blanc sur case blanche h5 · Tour blanche sur case noire c3 · Pion blanc sur case noire g3 · Tour blanche sur case noire d2 · Pion blanc sur case blanche g2 · Roi noir sur case noire h2 · Dame blanche sur case noire c1 | 6 |
| 5 | Roi blanc sur case blanche h5 · Tour blanche sur case noire c3 · Pion blanc sur case noire g3 · Tour blanche sur case noire d2 · Pion blanc sur case blanche g2 · Roi noir sur case noire h2 · Dame blanche sur case noire c1 | Roi blanc sur case blanche h5 · Tour blanche sur case noire c3 · Pion blanc sur case noire g3 · Tour blanche sur case noire d2 · Pion blanc sur case blanche g2 · Roi noir sur case noire h2 · Dame blanche sur case noire c1 | Roi blanc sur case blanche h5 · Tour blanche sur case noire c3 · Pion blanc sur case noire g3 · Tour blanche sur case noire d2 · Pion blanc sur case blanche g2 · Roi noir sur case noire h2 · Dame blanche sur case noire c1 | Roi blanc sur case blanche h5 · Tour blanche sur case noire c3 · Pion blanc sur case noire g3 · Tour blanche sur case noire d2 · Pion blanc sur case blanche g2 · Roi noir sur case noire h2 · Dame blanche sur case noire c1 | Roi blanc sur case blanche h5 · Tour blanche sur case noire c3 · Pion blanc sur case noire g3 · Tour blanche sur case noire d2 · Pion blanc sur case blanche g2 · Roi noir sur case noire h2 · Dame blanche sur case noire c1 | Roi blanc sur case blanche h5 · Tour blanche sur case noire c3 · Pion blanc sur case noire g3 · Tour blanche sur case noire d2 · Pion blanc sur case blanche g2 · Roi noir sur case noire h2 · Dame blanche sur case noire c1 | Roi blanc sur case blanche h5 · Tour blanche sur case noire c3 · Pion blanc sur case noire g3 · Tour blanche sur case noire d2 · Pion blanc sur case blanche g2 · Roi noir sur case noire h2 · Dame blanche sur case noire c1 | Roi blanc sur case blanche h5 · Tour blanche sur case noire c3 · Pion blanc sur case noire g3 · Tour blanche sur case noire d2 · Pion blanc sur case blanche g2 · Roi noir sur case noire h2 · Dame blanche sur case noire c1 | 5 |
| 4 | Roi blanc sur case blanche h5 · Tour blanche sur case noire c3 · Pion blanc sur case noire g3 · Tour blanche sur case noire d2 · Pion blanc sur case blanche g2 · Roi noir sur case noire h2 · Dame blanche sur case noire c1 | Roi blanc sur case blanche h5 · Tour blanche sur case noire c3 · Pion blanc sur case noire g3 · Tour blanche sur case noire d2 · Pion blanc sur case blanche g2 · Roi noir sur case noire h2 · Dame blanche sur case noire c1 | Roi blanc sur case blanche h5 · Tour blanche sur case noire c3 · Pion blanc sur case noire g3 · Tour blanche sur case noire d2 · Pion blanc sur case blanche g2 · Roi noir sur case noire h2 · Dame blanche sur case noire c1 | Roi blanc sur case blanche h5 · Tour blanche sur case noire c3 · Pion blanc sur case noire g3 · Tour blanche sur case noire d2 · Pion blanc sur case blanche g2 · Roi noir sur case noire h2 · Dame blanche sur case noire c1 | Roi blanc sur case blanche h5 · Tour blanche sur case noire c3 · Pion blanc sur case noire g3 · Tour blanche sur case noire d2 · Pion blanc sur case blanche g2 · Roi noir sur case noire h2 · Dame blanche sur case noire c1 | Roi blanc sur case blanche h5 · Tour blanche sur case noire c3 · Pion blanc sur case noire g3 · Tour blanche sur case noire d2 · Pion blanc sur case blanche g2 · Roi noir sur case noire h2 · Dame blanche sur case noire c1 | Roi blanc sur case blanche h5 · Tour blanche sur case noire c3 · Pion blanc sur case noire g3 · Tour blanche sur case noire d2 · Pion blanc sur case blanche g2 · Roi noir sur case noire h2 · Dame blanche sur case noire c1 | Roi blanc sur case blanche h5 · Tour blanche sur case noire c3 · Pion blanc sur case noire g3 · Tour blanche sur case noire d2 · Pion blanc sur case blanche g2 · Roi noir sur case noire h2 · Dame blanche sur case noire c1 | 4 |
| 3 | Roi blanc sur case blanche h5 · Tour blanche sur case noire c3 · Pion blanc sur case noire g3 · Tour blanche sur case noire d2 · Pion blanc sur case blanche g2 · Roi noir sur case noire h2 · Dame blanche sur case noire c1 | Roi blanc sur case blanche h5 · Tour blanche sur case noire c3 · Pion blanc sur case noire g3 · Tour blanche sur case noire d2 · Pion blanc sur case blanche g2 · Roi noir sur case noire h2 · Dame blanche sur case noire c1 | Roi blanc sur case blanche h5 · Tour blanche sur case noire c3 · Pion blanc sur case noire g3 · Tour blanche sur case noire d2 · Pion blanc sur case blanche g2 · Roi noir sur case noire h2 · Dame blanche sur case noire c1 | Roi blanc sur case blanche h5 · Tour blanche sur case noire c3 · Pion blanc sur case noire g3 · Tour blanche sur case noire d2 · Pion blanc sur case blanche g2 · Roi noir sur case noire h2 · Dame blanche sur case noire c1 | Roi blanc sur case blanche h5 · Tour blanche sur case noire c3 · Pion blanc sur case noire g3 · Tour blanche sur case noire d2 · Pion blanc sur case blanche g2 · Roi noir sur case noire h2 · Dame blanche sur case noire c1 | Roi blanc sur case blanche h5 · Tour blanche sur case noire c3 · Pion blanc sur case noire g3 · Tour blanche sur case noire d2 · Pion blanc sur case blanche g2 · Roi noir sur case noire h2 · Dame blanche sur case noire c1 | Roi blanc sur case blanche h5 · Tour blanche sur case noire c3 · Pion blanc sur case noire g3 · Tour blanche sur case noire d2 · Pion blanc sur case blanche g2 · Roi noir sur case noire h2 · Dame blanche sur case noire c1 | Roi blanc sur case blanche h5 · Tour blanche sur case noire c3 · Pion blanc sur case noire g3 · Tour blanche sur case noire d2 · Pion blanc sur case blanche g2 · Roi noir sur case noire h2 · Dame blanche sur case noire c1 | 3 |
| 2 | Roi blanc sur case blanche h5 · Tour blanche sur case noire c3 · Pion blanc sur case noire g3 · Tour blanche sur case noire d2 · Pion blanc sur case blanche g2 · Roi noir sur case noire h2 · Dame blanche sur case noire c1 | Roi blanc sur case blanche h5 · Tour blanche sur case noire c3 · Pion blanc sur case noire g3 · Tour blanche sur case noire d2 · Pion blanc sur case blanche g2 · Roi noir sur case noire h2 · Dame blanche sur case noire c1 | Roi blanc sur case blanche h5 · Tour blanche sur case noire c3 · Pion blanc sur case noire g3 · Tour blanche sur case noire d2 · Pion blanc sur case blanche g2 · Roi noir sur case noire h2 · Dame blanche sur case noire c1 | Roi blanc sur case blanche h5 · Tour blanche sur case noire c3 · Pion blanc sur case noire g3 · Tour blanche sur case noire d2 · Pion blanc sur case blanche g2 · Roi noir sur case noire h2 · Dame blanche sur case noire c1 | Roi blanc sur case blanche h5 · Tour blanche sur case noire c3 · Pion blanc sur case noire g3 · Tour blanche sur case noire d2 · Pion blanc sur case blanche g2 · Roi noir sur case noire h2 · Dame blanche sur case noire c1 | Roi blanc sur case blanche h5 · Tour blanche sur case noire c3 · Pion blanc sur case noire g3 · Tour blanche sur case noire d2 · Pion blanc sur case blanche g2 · Roi noir sur case noire h2 · Dame blanche sur case noire c1 | Roi blanc sur case blanche h5 · Tour blanche sur case noire c3 · Pion blanc sur case noire g3 · Tour blanche sur case noire d2 · Pion blanc sur case blanche g2 · Roi noir sur case noire h2 · Dame blanche sur case noire c1 | Roi blanc sur case blanche h5 · Tour blanche sur case noire c3 · Pion blanc sur case noire g3 · Tour blanche sur case noire d2 · Pion blanc sur case blanche g2 · Roi noir sur case noire h2 · Dame blanche sur case noire c1 | 2 |
| 1 | Roi blanc sur case blanche h5 · Tour blanche sur case noire c3 · Pion blanc sur case noire g3 · Tour blanche sur case noire d2 · Pion blanc sur case blanche g2 · Roi noir sur case noire h2 · Dame blanche sur case noire c1 | Roi blanc sur case blanche h5 · Tour blanche sur case noire c3 · Pion blanc sur case noire g3 · Tour blanche sur case noire d2 · Pion blanc sur case blanche g2 · Roi noir sur case noire h2 · Dame blanche sur case noire c1 | Roi blanc sur case blanche h5 · Tour blanche sur case noire c3 · Pion blanc sur case noire g3 · Tour blanche sur case noire d2 · Pion blanc sur case blanche g2 · Roi noir sur case noire h2 · Dame blanche sur case noire c1 | Roi blanc sur case blanche h5 · Tour blanche sur case noire c3 · Pion blanc sur case noire g3 · Tour blanche sur case noire d2 · Pion blanc sur case blanche g2 · Roi noir sur case noire h2 · Dame blanche sur case noire c1 | Roi blanc sur case blanche h5 · Tour blanche sur case noire c3 · Pion blanc sur case noire g3 · Tour blanche sur case noire d2 · Pion blanc sur case blanche g2 · Roi noir sur case noire h2 · Dame blanche sur case noire c1 | Roi blanc sur case blanche h5 · Tour blanche sur case noire c3 · Pion blanc sur case noire g3 · Tour blanche sur case noire d2 · Pion blanc sur case blanche g2 · Roi noir sur case noire h2 · Dame blanche sur case noire c1 | Roi blanc sur case blanche h5 · Tour blanche sur case noire c3 · Pion blanc sur case noire g3 · Tour blanche sur case noire d2 · Pion blanc sur case blanche g2 · Roi noir sur case noire h2 · Dame blanche sur case noire c1 | Roi blanc sur case blanche h5 · Tour blanche sur case noire c3 · Pion blanc sur case noire g3 · Tour blanche sur case noire d2 · Pion blanc sur case blanche g2 · Roi noir sur case noire h2 · Dame blanche sur case noire c1 | 1 |
|   | a | b | c | d | e | f | g | h |   |

- Babson task  : Dans un mat direct, les Noirs disposent de quatre défenses différentes grâce aux quatre promotions d'un pion noir donné, mais sur chacune de ces défenses, les Blancs matent en choisissant exactement la même promotion d'un pion blanc donné. Longtemps considéré comme impossible, ce thème fut réalisé pour la première fois en 1983 par Leonid Yarosh[2].
- Baby : problème qui ne compte pas plus de 5 pièces en tout[3],[E 2].
- Batterie : ensemble de deux pièces menaçant d'un échec à la découverte le roi adverse.
- Blocus : la clé d'un problème est dite de blocus si, bien qu'elle ne crée pas de menace directe, tous les coups possibles des noirs lui succédant entraînent un dommage dans la position qui permet le mat.
- Bristol : thème classique. Une pièce à longue portée se déplace sur une ligne au-delà d'une case donnée, permettant à une autre pièce de parcourir cette ligne jusqu'à cette même case.
Dans l'exemple ci-contre, après la clé 1.Tc8, la case critique c7 est franchie par la tour permettant, après le coup forcé 1...Rxg3, le mat par 2.Dc7#

## C
- Champ royal : espace de l'échiquier composé de neuf cases : la case sur laquelle se trouve le roi et les huit cases avoisinantes[3].
- Clé : unique coup permettant de résoudre un problème dans le nombre de coups requis.
- Compositeur : auteur d'un problème[4],[E 3].
- Condition féerique

## D
- Dommage
- Dual : Un « dual » apparaît quand deux manières d'infliger le mat apparaissent dans le cours de la solution d'un problème d'échecs. Si le dual apparaît dans la variante principal, cela « démolit » le problème. Si le dual apparaît dans une variante, il peut être toléré.

## E
- École bohémienne
- École continentale
- École nord-américaine
- Excelsior : Thème classique.

## G
- Grimshaw : Thème classique.

## I
- Indien : Thème classique. Le thème indien est probablement le plus connu de la composition échiquéenne[E 4].

## J
- Jeu apparent : ensemble des coups disponibles si les noirs étaient au trait et des mats blancs en réponse à ces coups.
- Jeu d'essai : ensemble des coups blancs qui ne sont parés que par une seule réponse noire. Dans de nombreux problèmes, l'intérêt de la composition n'est visible que lorsque le jeu apparent ou les essais sont découverts par le solutionniste.

## K
- Kindergartenprobleme : désignation ironique des Kings&Pawns.
- Kings&Pawns : problème dans lequel on ne trouve que les rois et des pions[E 5].

## M
- Mat économique : mat dans lequel toutes les pièces blanches, sauf le roi et les pions, concourent au mat[3],[E 6].
- Mat économique parfait : mat dans lequel toutes les pièces blanches, y compris le roi et les pions, concourent au mat[3].
- Mat en deux coups : énoncé de problème d'échecs orthodoxe.
- Mat miroir : mat dans lequel les 8 cases du champ royal sont vides[E 7].
- Mat modèle : mat à la fois pur et économique[3],[E 8].
- Mat modèle parfait : mat à fois pur et économique parfait[3].
- Mat parfait : mat à la fois modèle parfait et miroir (rarissime)[3],[E 9].
- Mat pur : mat dans lequel aucune case du champ royal n'est surveillée par plus d'une pièce blanche, ou n'est simultanément surveillée par une pièce blanche et obstruée par une pièce noire[3],[E 10].
- Meredith : problème qui compte entre 8 et 12 pièces au total[5],[E 11].
- Miniature : Problème qui ne compte pas plus de 7 pièces au total[6],[E 12].

## N
- Novotny : Thème classique

## P
- Pièce féerique : Pièce dont les caractéristiques (déplacement, prise, saut etc.) diffèrent des pièces traditionnelles et généralement créée pour les problèmes d'échecs féeriques.
- Plachutta : Thème classique.

## R
- Rex solus : désigne un problème dans lequel les noirs n'ont qu'une seule pièce : le roi, sans aucun pion[E 13].

## S
- Seeberger : Thème classique.

#### Encyclopedia of Chess Problems
1. ↑  ECP 2012, p. 45
2. ↑  ECP 2012, p. 50
3. ↑  ECP 2012, p. 103
4. ↑  ECP 2012, p. 223
5. ↑  ECP 2012, p. 241
6. ↑  ECP 2012, p. 155
7. ↑  ECP 2012, p. 285
8. ↑  ECP 2012, p. 287
9. ↑  ECP 2012, p. 321
10. ↑  ECP 2012, p. 349
11. ↑  ECP 2012, p. 281
12. ↑  ECP 2012, p. 284
13. ↑  ECP 2012, p. 366

#### Autres références
1. ↑  Alain Villeneuve, Un Grand Problémiste : Adolf Kraemer, La Revue des échecs, n°4, p. 93.
2. ↑  (en) La page consacrée aux Babson tasks sur le site de Tim Krabbé.
3. 1 2 3 4 5 6 7 8  Boyer 1983, p. 22
4. ↑  Boyer 1983, p. 10
5. ↑  Boyer 1983, p. 20
6. ↑  Boyer 1983, p. 16